# Memoriał Alfreda Smoczyka 1972
XXII Memoriał Alfreda Smoczyka odbył się 22 października 1972 r. Wygrał ówcześnie 19-letni ex-gorzowianin Zenon Plech, który w następnym sezonie został indywidualnym drugim wicemistrzem świata na żużlu.

## Wyniki
- 22 października 1972 r. (niedziela), Stadion im. Alfreda Smoczyka (Leszno)
- Najlepszy Czas Dnia: Zenon Plech – 75,70 sek. w 1 wyścigu

| Msc. | Zawodnik                  | Klub                     | Pkt  |                |  |
| ---- | ------------------------- | ------------------------ | ---- | -------------- |  |
| 1    | (1) Zenon Plech           | Stal Gorzów Wlkp.        | 15   | (3,3,3,3,3)    |  |
| 2    | (2) Marek Cieślak         | Włókniarz Częstochowa    | 12+3 | (1,2,3,3,3) +3 |  |
| 3    | (6) Bernard Jąder         | Unia Leszno              | 12+2 | (2,3,2,3,2) +2 |  |
| 4    | (5) Henryk Glücklich      | Polonia Bydgoszcz        | 12+1 | (3,2,2,2,3) +1 |  |
| 5    | (9) Andrzej Jurczyński    | Włókniarz Częstochowa    | 10   | (3,0,3,2,2)    |  |
| 6    | (3) Bogusław Nowak        | Stal Gorzów Wlkp.        | 10   | (0,2,2,3,3)    |  |
| 7    | (4) Andrzej Tkocz         | ROW Rybnik               | 9    | (2,3,3,1,0)    |  |
| 8    | (12) Jerzy Kowalski       | Unia Leszno              | 7    | (2,1,1,2,1)    |  |
| 9    | (16) Jerzy Gryt           | ROW Rybnik               | 6    | (3,2,0,1,0)    |  |
| 10   | (15) Jerzy Padewski       | Start Gniezno            | 6    | (1,3,0,d,2)    |  |
| 11   | (11) Stanisław Kasa       | Polonia Bydgoszcz        | 6    | (1,1,1,1,2)    |  |
| 12   | (14) Antoni Woryna        | ROW Rybnik               | 6    | (2,1,1,1,1)    |  |
| 13   | (13) Ryszard Fabiszewski  | Stal Gorzów Wlkp.        | 5    | (0,1,2,2,u)    |  |
| 14   | (7) Zbigniew Marcinkowski | Zgrzeblarki Zielona Góra | 3    | (1,0,1,0,1)    |  |
| 15   | (10) Antoni Fojcik        | ROW Rybnik               | 1    | (0,0,0,0,1)    |  |
| 16   | (8) Alojzy Norek          | Unia Leszno              | 0    | (0,0,0,0,-)    |  |
|      | (R1) Antoni Heliński      | Unia Leszno              | 0    | (0)            |  |

## Bieg po biegu
1. (75,70) Plech, A. Tkocz, Cieślak, B. Nowak
2. (77,00) Glueckich, B. Jąder, Marcinkowski, Norek
3. (77,50) Jurczyński, J. Kowalski, Kasa, Fojcik
4. (78,80) Gryt, Woryna, Padewski, Fabiszewski
5. (76,10) Plech, Glueckich, Fabiszewski, Jurczyński
6. (76,80) B. Jąder, Cieślak, Woryna, Fojcik
7. (77,60) Padewski, B. Nowak, Kasa, Marcinkowski
8. (77,40) A. Tkocz, Gryt, J. Kowalski, Norek
9. (76,50) Plech, B. Jąder, Kasa, Gryt
10. (77,30) Cieślak, Glueckich, J. Kowalski, Padewski
11. (77,20) Jurczyński, B. Nowak, Woryna, Norek
12. (78,20) A. Tkocz, Fabiszewski, Marcinkowski, Fojcik
13. (77,50) Plech, J. Kowalski, Woryna, Marcinkowski
14. (77,80) Cieślak, Fabiszewski, Kasa, Norek
15. (77,80) B. Nowak, Glueckich, Gryt, Fojcik
16. (77,60) B. Jąder, Jurczyński, A. Tkocz, Padewski (d)
17. (77,70) Plech, Padewski, Fojcik, A. Heliński / A. Heliński za Norka
18. (78,00) Cieślak, Jurczyński, Marcinkowski, Gryt
19. (77,50) B. Nowak, B. Jąder, J. Kowalski, Fabiszewski (u)
20. (78,20) Glueckich, Kasa, Woryna, A. Tkocz

Bieg o 2 miejsce
21. (77,80) Cieślak, B. Jąder, Glueckich
O Puchar ZMS
22. (77,90) Plech, B. Jąder, A. Tkocz, B. Nowak (d)